# Hague, New York
Hague är en kommun (town) i Warren County i delstaten New York. Vid 2010 års folkräkning hade Hague 699 invånare.